# Soddo (stèle éthiopienne)
Pour les articles homonymes, voir Soddo.
Les soddos, nom local en langue gedeo, sont des stèles funéraires visibles sur les contreforts orientaux de la Grande faille et au nord ouest du lac Abaya en Éthiopie. Elles se distinguent des autres stèles appartenant au mégalithisme éthiopien par leur symbolisme phallique très explicite.

## Une découverte tardive

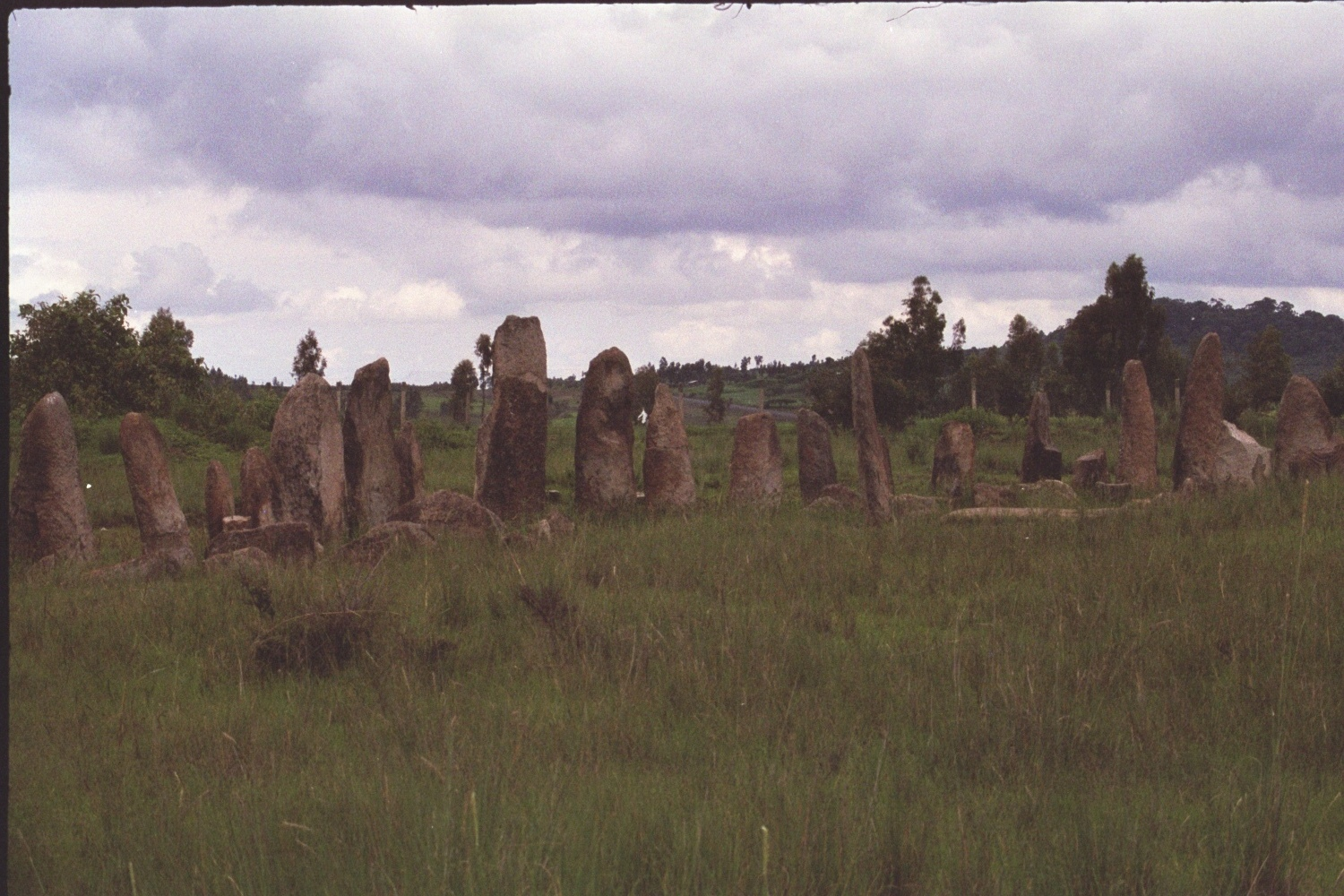
« Pierres de Gragne » sur le site archéologique de Tiya découvertes par l'expédition Rothschild.

L'existence de « pierres de Mohammed Gragne » est signalée dans le Choa, pour la première fois en 1878 par le capitaine et explorateur italien Antoine Cecchi (it), puis en 1882 par l'associé d'Arthur Rimbaud, Paul Soleillet. En 1886, l'ingénieur Alfred Ilg, membre de l'expédition du géographe Jules Borelli, photographie des soddos à Illalu, Sombo et Seden, au nord du Wolaïtta, dans une vaste région alors appelée Soddo. Ces « dolmens [...] couverts de sculptures grossières » des régions plus méridionales sont repérés à l'été 1899 par le comte Nicolas Léontieff (ru), explorateur russe mandaté par Menelik II. Grâce aux indications d'Alfred Ilg, des spécimens originaux de ces menhirs sont inventés en 1904 dans le Soddo, à Tiya ainsi que dans les trois autres sites situés à quelques kilomètres de Sombo, Ambet et Seden, par Maurice de Rothschild qu'accompagnent un militaire français et un anatomiste du Muséum. Le court rapport du lieutenant Victor Chollet et du futur secrétaire de l'Institut de paléontologie humaine Henri Neuville font entrer ces pièces dans le champ de l'anthropologie. Souvent décorés de quelques gravures en bas-relief, ce sont des mégalithes de moyen gabarit extraits de carrières de rhyolite qui paraissent tout à fait mystérieux aux autochtones. En dépit de l'usure du matériel, les auteurs en notent la singularité qui empêche de les rapporter aux menhirs déjà connus en Abyssinie ou même ailleurs.
Peu avant le déclenchement de la Première Guerre mondiale le gouverneur de la province de l'Illubabor, Nādaw Abbā Wallo, en découvre à Abéra, village du Sidamo. En 1926, plusieurs vestiges d'alignements mégalithiques et de champs de stèles sont présentés par les autorités locales du Sidamo et du Konso au révérend père Azaïs, un archéologue missionné par le rās Tafari pour explorer le patrimoine national, mais les stèles phalliques ne sont pas mentionnées dans l'édition qui a été tirée de ces expéditions. Ceux des expéditions ultérieures menées en compagnie de l'abbé Breuil jusqu'en 1935 resteront à l'état de brouillon, seuls quelques articles étant publiés dans des bulletins à très petit tirage. En 1931 pourtant le capucin et Roger Chambard, le jeune professeur du lycée d'Addis Abeba qui l'assiste, ont bien fouillé trois sites de phalliques soddos. La fouille de l'un d'eux, à Waheno en pays sidama, permet au savant d’établir que les soddos ne marquent pas des tombes mais sont répartis en avant d'un sépulcre unique et, au vu de la céramique, la hache polie et les obsidiennes qui y ont été trouvées, probablement ancestral. La même année, treize stèles du Soddo et du Gouragué sont emmenées à Addis-Abeba pour servir au futur musée d'archéologie, dont deux figurent probablement encore dans les collections éthiopiennes et seulement trois ont été retrouvées en 2010 à Rome, dans la réserve de l'Institut italien pour l'Afrique et l'Orient (it) désaffecté.
C'est en décembre 1934 qu'une expédition allemande conduite par Adolf Ellegard Jensen (de), disciple de Léo Frobénius et adepte du déterminisme culturel (de) qui refusera de se plier à la loi nazie imposant le divorce d'avec les conjoints déclarés « juifs », recense, de nouveau en pays darassa, une première vingtaine de sites, dont quatre sont étudiés, Urgamo, Kambela, Balasha et Tuto Fela. Dix sept stèles de ce dernier site sont transportées au Musée des civilisations du monde (de) de Francfort. L'histoire tourmentée de l'Éthiopie, depuis l'occupation italienne jussqu'à la famine de 1985, a fait que les études des « pierres de Gragne » en général et en particulier des soddos du pays darassa, désormais appelé gédéo, n'ont été reprises qu'au début des années quatre-vingt à l'initiative de la Section d’archéologie créée en 1952 par la France et l'Éthiopie au sein de la Bibliothèque nationale (en) d'Addis-Abeba. Concernant celles ci, les premières fouilles sont conduites de 1993 à 2011 à Chelba Tutitti et à Tuto Fela. Une seconde campagne, brève et pluridisciplinaire, est menée en 2018 sur les sites de Boji, Boditi, Tuto Fela et Sede Mercato.

## Répartition géographique
Les soddos se rencontrent principalement dans trois zones administratives, lesquelles ont été définies selon des critères linguistiques et historiques. Quarante neuf sites ont été recensés au sud d'Yirgalem en pays gédéo, qui est une enclave verdoyante située sur un horst à une trentaine de kilomètres à l'est du lac Abaya. Les principaux se répartissent au-delà de Wenago à distance de la piste qui s'étire vers le sud mais aussi dans les montagnes à l'ouest de Bule. Trois de ces sites l'ont été en 2018, ce qui laisse supposer qu'il y en a peut-être encore d'autres à découvrir.
Une quarantaine d'autres sites ont été repérés dans les hautes vallées voisines du pays goudji (de), au sud est du pays gédéo en territoire aujourd'hui oromo, et autant en pays sidama, contrée contigüe qui s'étend au nord entre le lac Abaya et le lac Awasa mais a résisté à l'assimilation oromo.
Il existe enfin plusieurs sites de soddos au Wolaïtta, pays des collines qui dominent la rive nord ouest du lac Abaya, et même plus au nord au Hadiya et au Kambaata. Les soddos de ces deux dernières contrées, souvent isolés, sont minoritaires au sein d'un mégalithisme qui se rattache au style non phalloïde de Tiya. Dans le Wolaïtta, vingt cinq des trente huit stèles reconnues sur dix huit sites sont des soddos.

## Contexte historique
Cette région isolée des contreforts orientaux de la Grande faille n'est rattachée à l'Éthiopie qu'à la fin du XIXe siècle, en 1891, dans le cadre de l' « Aqanna », la conquête coloniale menée par Ménélik II achevant l’œuvre de son grand père.
Elle appartient à une vaste zone où la céramique n'apparait qu'au IIe siècle, alors que le Royaume d'Aksoum se développe depuis la côte érythréenne, et qui est restée vouée à la chasse jusque vers l'an mil. Elle se trouve aux confins méridionaux du pays Wolaïtta qui, comme l'Ennarya (en) et le Hadiya, a été tributaire du royaume aurifère de Damot, puissance politique dominant l'ensemble des plateaux éthiopiens au sud du royaume chrétien de Bouguéna depuis le XIIIe siècle, jusqu'à ce que dans les suites de la guerre adalo-éthiopienne menée par Ahmed Gragne, l'Abyssinie ravagée subisse dépeuplements et migrations oromos (en) corrélées au nomadisme pastoral. À partir du XVe siècle, alors que le niguse negest Constantin Ier impose la suprématie de l'empire d’Éthiopie, les régions limitrophes du Damot situées au sud de la province du Hadiya, c'est-à-dire l'actuel pays sidama, et déjà appelées au XIVe siècle « medrè barya », c'est-à-dire « terre des esclaves », subissent une intensification des razzias organisées par ce royaume, devenu un des plus importants pourvoyeurs, via les ports de Massaoua et Zeïlah, du trafic mondial d'esclaves. À la fin du XVIIIe siècle, le royaume de Kaffa, annexant le Wolaïtta, porte sa frontière aux limites des contrées dressées de soddos.
L'esclavage n'est aboli qu'en 1937, par le régime fasciste de l'occupant italien qui prend en cette occasion des mesures de déplacements de populations et de relogement. En 1960, les Gédéos, qui ont tardivement transformé leurs bois communaux en plantations de café, rubiacée qui y pousse naturellement, s'insurgent contre la réforme fiscale introduite par le gouvernement du ras Abebe Aregai, qui sera bientôt tué lors du dénouement du coup d'état manqué du général Neway, et à plusieurs reprises affrontent avec des lances et des épées les milices de grands propriétaires, des colons amharas, et une armée nationale dotées d'un équipement moderne. Le conflit se solde par de nombreux morts et la condamnation des anciens considérés comme des meneurs. Dans ces régions telles que le pays sidama où l'économie reposait sur le faux bananier, la réforme agraire (en) menée par le Derg à partir de 1974 achève dans « Éden perdu » de désorganiser la société traditionnelle.

## Matériau et formes
Les soddos montrent à travers leurs variations locales et temporelles une grande homogénéité de style. Ils sont taillés dans une roche ignimbritique issue du volcanisme caractéristique de la région. Les instruments des tailleurs ont laissé sur chacun la trace d'un fin piquetage. Les sections sont cylindriques, parfois ovalaires, plus rarement quadrangulaires, les angles étant alors arrondis.
Deux formes prédominent. Les sodos élancés mesurent quatre à huit mètres de haut, cinq en moyenne, pour un diamètre de quarante à soixante dix centimètres, cinquante cinq en moyenne. Les sodos trapus mesurent moins de quatre mètres de haut, trois mètres vingt en moyenne, pour un diamètre moyen de soixante cinq centimètres. La plupart des soddos pèsent une à trois tonnes, les plus remarquables en moyenne quatre tonnes. Certains, exceptionnels, sont plus lourds, jusqu'à cinq tonnes pour les soddos trapus, sept tonnes et sept cents kilogrammes pour le modèle le plus élancé.

## Décorations originale et surajoutée
L'extrémité supérieure des soddos est sculptée de façon à reproduire l'arrondi d'un gland de pénis humain. Le plus souvent la décoration se limite à la reproduction par une simple incision du sulcus de la corona glandis que dégage le prépuce à la suite d'une circoncision, sinon au moment de l'érection. Plus rarement la taille le reproduit par un évidement qui dégage la base de ce gland, par une ou plusieurs incisions séparées ou non d'un bourrelé qui évoque les plis du prépuce, voire une combinaison de ces motifs. Le détail qu'est le sulcus vertical du delta frénulaire est parfois représenté. Un spécimen élancé reproduit le renflement de l'urètre le long de la verge.
Huit sites du centre du pays gédéo, à l'est de Yrgachefe, ainsi que celui de Tuto Fela présentent des soddos qui ont été redessinés par le graveur peut être dès le XIIe siècle, c'est-à-dire plus d'un siècle avant l'arrivée du christianisme et de l'islam, pour en effacer le caractère phallique et, par le dessin d'un rond pour le visage, de trous pour les yeux ou la bouche, d'un trait pour le nez, leur donner un aspect anthropomorphique. Cette anthropoïsation a été faite à l'herminette. S'y ajoutent une décor en croisillons, deux ou trois centrés sur une gorge verticale. Quelques menhirs portent ce motif sans être phallicisés ni anthropoïsés. Certains portent un autre ornement, une cupule d'où partent vers le haut des courbes jaillissantes et vers le bas des droites. C'est un motif, dit végétaliforme, qui se retrouve en grand nombre sur le site de Chelba Tutitti mais aussi sur différents types de stèles du Soddo, plus au nord, voire dans le Menz, et qui sert encore aujourd'hui pour dessiner les scarifications chez les Nyangatom, les Aaris et les Dinkas qui habitent le sud ouest de l’Éthiopie.

## Datation
Les soddos sont de facture néolithique mais cela ne permet pas de les dater, une civilisation de chasseurs cueilleurs outillés de microlithes ayant perduré localement au moins jusqu'au début du deuxième millénaire grâce à l'abondance de nourriture fournie notamment par le faux bananier, qui repousse spontanément et dont les fibres servent à fabriquer des vêtements, les feuilles, des emballages efficaces, les racines, une bouillie nourrissante, les tiges, des pâtes fermentées. Dans le royaume de Kaffa voisin, de l'autre côté de la Grande faille, c'est jusqu'au XVIIIe siècle que les très efficaces outils de pierre ont été fabriqués.
Les analyses des ossements trouvés dans les cimetières de tombes en forme de chaussette de Tuto Fela et Soditi au-dessus desquels des soddos sont plantés ne donnent pas d'autres renseignements qu'un terminus ante quem au XIIe siècle, car il s'agit dans tous ces cas d'un possible réemploi des menhirs prélevés tardivement ailleurs.
Les tumulus devant lesquels les soddos ont été dressés originellement donnent peu de précisions, soit que les ossements ont été égarés, soit qu'ils étaient en trop mauvais état pour être recueillis, le plus souvent le sol acide n'en ayant laissé aucune trace. Les fouilles menées entre 1993 et 1998 à Tuto Fela laissent supposer que ce site ne remonte pas au-delà du Xe siècle.

## Disposition en alignements et en champs
Sur trente neuf des quarante neuf sites connus en pays gédéo, quinze sites sont des alignements d'une ou deux files situés parfois sur des crêtes à plus ou moins deux mil mètres d'altitude. Dix autres sites présentent les menhirs dispersés sur une aire dégagée mais il est possible que des plans géométriques, aujourd'hui illisibles, aient présidé au développement de ces « champs de stèles » à partir d'un alignement primitif. Quatorze sites sont trop dégradés pour être classés dans l'un ou l'autre de ces types de dispositions.
Le plus petit champs de stèle, celui de Moto Kema, présente quarante huit menhirs sur mil trois cent cinquante mètres carrés. Le plus dense, se trouva à Boji, à deux mil cinquante huit mètres d’altitude. Le plus grand, situé à Chelba Tutitti, est « un vaste culbutis » de mil trois cent onze stèles répandues sur dix sept hectares.

## Anthropologie

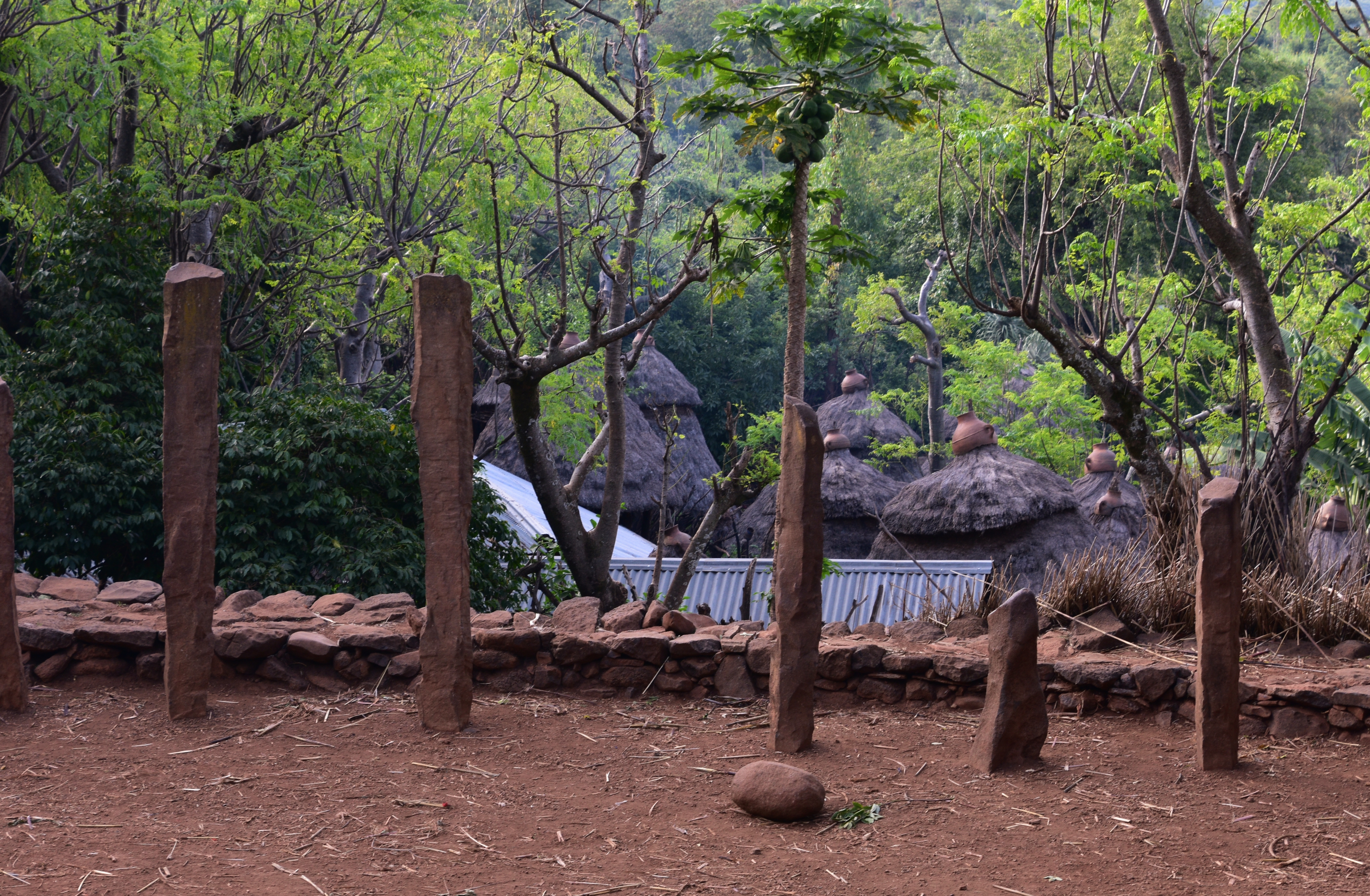
Cénotaphes konsos contemporains, qui à la différence des soddos ne sont pas non plus explicitement phallicisés.

La levée de stèles funéraires est encore au début du XXIe siècle pratiquée par deux peuples voisins des Gédéos, les Konsos, qui habitent à une centaine de kilomètres dans les montagnes qui se dressent au sud du lac Chamo, et les Alés, appelés aussi Débassés, qui habitent à l'ouest des précédents sur l'autre côté de la Grande faille, au nord du Sanctuaire de la vie sauvage Stéphanie (en), mais les menhirs ne sont pas, ou plus, sculptés. Ils sont dressées comme des cénotaphes, c'est-à-dire devant ou même ailleurs que sur le tombeau, pour honorer un défunt qui fût un grand guerrier, c'est-à-dire qui a tué au moins un homme au cours des conflits ethniques qui continuent de se produire de temps à autre, ou un grand chasseur, c'est-à-dire qui a abattu un lion ou une panthère, voire un buffle, autrefois un éléphant.
Chez les Konsos, qui ensevelissent leurs morts après plusieurs mois de momification, le transport depuis la carrière, soit plus ou moins cinq kilomètres, est lui-même un moment de fête qui rassemble environ deux cents personnes au cours duquel vingt cinq à trente hommes se relaient pour porter le menhir, soit environ deux tonnes et demi, chacun mettant un point d'honneur à veiller à ce que le monument ne touche jamais terre. Après avoir été transportées près du site funéraire choisi, les stèles sont cachées dans le sous bois jusqu'à ce que les hommes les assaillent comme s'il s'agissait de gibier féroce, pantomime qui se termine par des danses individuelles.
Chez les Sidamas, les stèles sont enduites de beurre au cours de cérémonies où, comme chez les Konsos et les Boranas, les personnages importants arborent, attachés sur le front par un bandeau, un kallacha ou ellacha, qui est une petite sculpture de métal en forme de pénis humain stylisé.

## Conservation
Déjà réduits à l'état de gisement ou de matériel de réemploi au moment de leur découverte en 1931 et en 1934, les soddos sont en grand danger. Comme beaucoup de stèles éthiopiennes, ils subissent une détérioration voire une disparition à une vitesse déconcertante et comme beaucoup d'artefacts d'un sud délaissé, ils sont l'objet d'une contrebande à travers la frontière kenyane.
Des plausibles dix milliers de stèles qui ont été érigées en pays gédéo, il en restait en 2015 trois mil six cent soixante quinze, dont certaines à l'état de fragment.
À Chelba Tutitti, l'administration a clôturé un large espace autour du site d'où ont été déplacées les habitations et une église qui y avaient été construites dans les années soixante-dix mais une partie est encore planté de caféiers. Des stèles avaient été employées pour faire le sol d'une première église.
L'ensemble des paysages agroforestiers du pays gédéo a été inscrit en 2012 sur la liste des candidatures au titre de Patrimoine mondial de l'Humanité de l'UNESCO par l'ARCCH, l'Autorité pour la recherche et la conservation du patrimoine culturel du Ministère de la culture et du tourisme (en) d'Éthiopie, ce qui inclut une partie des sites de soddos dont ceux de Chelba Tuttiti, de Tuto Fela, de Sakaro Sodo, de Sede Mercato, mais aussi le site de gravures rupestres d'Odola Gelma.